# Estação Santa Isabel (Metrô de Santiago)
A Estação Santa Isabel é uma das estações do Metrô de Santiago, situada em Santiago, entre a Estação Parque Bustamante e a Estação Irarrázaval. Faz parte da Linha 5.
Foi inaugurada em 5 de abril de 1997. Localiza-se no cruzamento da Avenida General Bustamante com a Avenida Santa Isabel. Atende a comuna de Providencia.